# Androesterilidad
En Botánica, la androsterilidad es la condición por la cual las plantas hermafroditas o bisexuales son incapaces de producir anteras, polen o gametos masculinos funcionales.
Virtualmente, todas las especies de plantas, domesticadas y silvestres, han mostrado individuos androestériles y esa condición es heredable. La androesterilidad aparece en las plantas esporádicamente tanto en especies alógamas como en autógamas, como consecuencia de genes mutantes (generalmente recesivos), factores citoplásmicos o por un efecto combinados de ambos. La androesterilidad puede manifestarse como aborto del polen, que las anteras no abran para liberar los granos de polen que se hallan en su interior, el aborto de las anteras, que las anteras se transformen en pistilos (anteras pistiloides), entre otros muchos casos. La androesterilidad es muy útil e interesante para el mejoramiento de plantas, porque proporciona un medio muy eficaz para simplificar la formación de híbridos, y elimina así el proceso tan laborioso de la emasculación manual. En las líneas androestériles las flores no producen anteras funcionales y, por lo tanto, no puede haber autopolinización; serán polinizadas solamente por la línea o líneas que se usen como progenitor masculino.
Joseph Gottlieb Kölreuter fue el primero en observar, para 1763, este fenómeno en plantas. Sin embargo, la primera referencia que se tiene acerca de la utilización de la androesterilidad para la producción de semilla híbrida, fue hecha por Jones y Davis en 1944, cuando descubrieron la androesterilidad genética citoplásmica en la cebolla. En la actualidad, la androesterilidad se utiliza para eliminar la emasculación artificial en la producción de semilla híbrida a escala comercial y en el mejoramiento vegetal.